# نازی افشار
نازی افشار (زادهٔ ۱۳۳۰ در آبادان) خواننده اهل ایران است. ترانهٔ کودک «پاشو پاشو کوچولو» و ترانهٔ «راه خونه دوره» با آهنگسازی حسن شماعی‌زاده از آثار اوست.

## زندگی هنری
نازی افشار با نام اصلی مریم، در سال ۱۳۳۰ در آبادان متولد شد. او خوانندگی را از ۱۱ سالگی در رادیو آغاز کرد و جزو خوانندگان موفق خردسال و خوش صدای برنامه کودک به حساب می‌آمد. وی با آهنگسازان بسیاری در طی سال‌ها همکاری کرد، از جمله «جواد شریعت» که بعدها همسر او شد. پس از انقلاب ۱۳۵۷ ایران، او نیز جزء خوانندگانی بود که به لوس آنجلس نقل مکان کرد و تا اوایل دهه ۱۳۸۰ خورشیدی فعال بود.

## آلبوم‌ها
- «صدام کن» (۱۳۶۷)[۷]

| نام ترانه       | ترانه‌سرا          | آهنگ‌ساز       | تنظیم‌کننده    |
| --------------- | ----------------- | ------------- | ------------- |
| صدام کن         | همایون هوشیارنژاد | حسین واثقی    | لقمان ادهمی   |
| باورم نمیشه     | ژاکلین            | ژاکلین        | لقمان ادهمی   |
| نیاز            | حسین چترنور       | حسین واثقی    | منوچهر چشم‌آذر |
| ریزه ریزه       | همایون هوشیارنژاد | سهیل          | لقمان ادهمی   |
| دفتر عشق        | اسد تهرانی        | سهیل          | لقمان ادهمی   |
| فریاد زن ایرانی | همایون هوشیارنژاد | نوید نحوی     | نوید نحوی     |
| یکی در میون     | بیژن سمندر        | حسن شماعی‌زاده | نوید نحوی     |
| راه خونه        | فریدون علیخانی    | حسن شماعی‌زاده | حسن شماعی‌زاده |
| شرمسار          | بیژن سمندر        | حسن شماعی‌زاده | کوروس شاه‌میری |

- «هم‌زبون» (۱۳۷۱)[۷]

| نام ترانه | ترانه‌سرا       | آهنگ‌ساز          | تنظیم‌کننده  |
| --------- | -------------- | ---------------- | ----------- |
| همزبون    | حسین حیدری     | جواد شریعت       | سعید قربانی |
| خاطره     | حسین حیدری     | جواد شریعت       | سعید قربانی |
| دونه دونه | حسین حیدری     | جواد شریعت       | سعید قربانی |
| عروسی     | حسین حیدری     | صمد نوریان       | سعید قربانی |
| کولی      | محمدعلی شیرازی | انوشیروان روحانی | سعید قربانی |
| عصیان     | حسین حیدری     | جواد شریعت       | سعید قربانی |

- «هم‌خونه» (۱۳۷۵)[۷]

| نام ترانه         | ترانه‌سرا                   | آهنگ‌ساز                     | تنظیم‌کننده                                                                                        |
| ----------------- | -------------------------- | --------------------------- | ------------------------------------------------------------------------------------------------- |
| میگی نه           | کریم محمودی / هما میرافشار | بابک افشار / کیومرث سلیم‌پور | نوید نحوی، مجتبی میرزاده، سعید قربانی، رازمیک میناسیان، مجید قربانی، فرهاد بشارتی، سیروس علی‌آبادی |
| خود پرست          | کریم محمودی / هما میرافشار | بابک افشار / کیومرث سلیم‌پور | نوید نحوی، مجتبی میرزاده، سعید قربانی، رازمیک میناسیان، مجید قربانی، فرهاد بشارتی، سیروس علی‌آبادی |
| عاشق              | کریم محمودی / هما میرافشار | بابک افشار / کیومرث سلیم‌پور | نوید نحوی، مجتبی میرزاده، سعید قربانی، رازمیک میناسیان، مجید قربانی، فرهاد بشارتی، سیروس علی‌آبادی |
| آقای خونه         | کریم محمودی / هما میرافشار | بابک افشار / کیومرث سلیم‌پور | نوید نحوی، مجتبی میرزاده، سعید قربانی، رازمیک میناسیان، مجید قربانی، فرهاد بشارتی، سیروس علی‌آبادی |
| هم‌خونه            | کریم محمودی / هما میرافشار | بابک افشار / کیومرث سلیم‌پور | نوید نحوی، مجتبی میرزاده، سعید قربانی، رازمیک میناسیان، مجید قربانی، فرهاد بشارتی، سیروس علی‌آبادی |
| اون کیه           | کریم محمودی / هما میرافشار | بابک افشار / کیومرث سلیم‌پور | نوید نحوی، مجتبی میرزاده، سعید قربانی، رازمیک میناسیان، مجید قربانی، فرهاد بشارتی، سیروس علی‌آبادی |
| با آتیش بازی نکن  | کریم محمودی / هما میرافشار | بابک افشار / کیومرث سلیم‌پور | نوید نحوی، مجتبی میرزاده، سعید قربانی، رازمیک میناسیان، مجید قربانی، فرهاد بشارتی، سیروس علی‌آبادی |
| خود پرست (بی‌کلام) | کریم محمودی / هما میرافشار | بابک افشار / کیومرث سلیم‌پور | نوید نحوی، مجتبی میرزاده، سعید قربانی، رازمیک میناسیان، مجید قربانی، فرهاد بشارتی، سیروس علی‌آبادی |

## آثار قبل از انقلاب
- «والله بابا این دله» اثر صمد نوریان[۸]
- «اشک سرخ» با شعری از بامداد جویباری و آهنگسازی صمد نوریان[۹]
- «کوچه گرد» با شعری از بامداد جویباری و آهنگسازی قاسم رئیس‌نژاد
- «میخوامت» اثر جعفر پورهاشمی
- «میدونی و من میدونم» اثر جعفر پورهاشمی[۱۰]
- «شاه دخترون» با شعری از بامداد جویباری و آهنگسازی جواد شریعت
- «رنگین کمون» با شعری از بامداد جویباری و آهنگسازی جواد شریعت
- «پاشو پاشو کوچولو» (ترانهٔ کودک)[۱۱]
- «بچهٔ خوب» (ترانه کودک)[۱۲]

## پیوند ب بیرون
- ترانه‌شناسی نازی افشار در دیسکاگز
- نازی افشار در اسپاتیفای
- نازی افشار در ساوندکلاود
- نازی افشار در آی‌تیونز
- نازی افشار در گوگل پلی
- نازی افشار در دیزر